# Feuerwerk (Stephan-Remmler-Lied)
Feuerwerk ist ein Lied des deutschen Sängers, Komponisten und Produzenten Stephan Remmler aus dem Jahr 1984, das er gemeinsam mit dem Kind Angela Smecca als „Stephan & Nina“ veröffentlichte.

## Hintergrund
Remmlers Band Trio legte nach der Veröffentlichung ihres zweiten Studioalbums Bye Bye eine etwa einjährige Pause ein. Die Bandmitglieder gingen Soloaktivitäten nach. Schlagzeuger Peter Behrens dreht zwei Spielfilme und Gitarrist Kralle Krawinkel arbeitete mit Marius Müller-Westernhagen an dessen Album Die Sonne so rot.
Stephan Remmler hatte bereits 1984 an einem Klassikalbum mitgewirkt. Er übernahm unter der Leitung von John Williams die Rolle des Erzählers im Märchen Peter und der Wolf. Zudem komponierte er Lieder, die nicht für Trio gedacht waren, um sie anderen Künstlern anzubieten. Auch wollte er Musik für andere Künstler produzieren. Auf diesem Wege erhielt er eine Demoaufnahme von Feuerwerk, die von dem deutschen Komponisten Karl Johannes Schindler und dem deutschen Produzenten Martin Hömberg stammte. Remmler gefiel das Lied so gut, dass er sich entschied, das Lied nicht nur zu produzieren, sondern auch selbst als Interpret zu agieren.
Das Lied war von vornherein als Duett konzipiert, und Remmler benötigte eine weibliche Duettpartnerin. Seine Wahl fiel auf die befreundete Sängerin Nina Hagen, die aufgrund ihrer Affinität zu UFOs gut passte, da das Lied inhaltlich von Weltraumreisenden gesungen wird. Nina Hagen hatte bereits zugestimmt, allerdings standen der Zusammenarbeit vertragsrechtliche Hindernisse entgegen, und letztlich kam die Zusammenarbeit nicht zustande.
So entstand die Idee, dass die Duettpartnerin keine erwachsene Frau übernehmen sollte, sondern ein kleines Mädchen. Die Bild-Zeitung wurde beauftragt, öffentlich nach einem geeigneten Mädchen zu suchen. Voraussetzung war, dass das Mädchen bereit war, sich wie Stephan Remmler die Haare kurzrasieren zu lassen.
Unter zahlreichen Bewerberinnen fiel die Wahl auf die neunjährige Angela Smecca aus Gevelsberg. Ihre Aufgabe war, mit Stephan Remmler das bereits fertig produzierte Lied im Fernsehen zu präsentieren. Bei dem Lied singt sie nicht mit. Wer ihren Anteil im Lied eingesungen hat, ist nicht bekannt, zumal der Gesang erheblich durch Einsatz eines Vocoders verfremdet ist.
Inhaltlich beschreibt das Lied einen Außerirdischen, der mit seiner Tochter „Nina“ am Planeten Erde vorbeikommt und entdeckt, dass dort ein vermeintliches Feuerwerk abgebrannt wird, das er sich mit seiner Tochter anschauen möchte. Allerdings bemerken die beiden bei näherer Betrachtung, dass es sich nicht um ein Feuerwerk, sondern um einen Atomkrieg handelt, bei der die Erde vernichtet wird. Sie verabreden, in ein paar Millionen Jahren mal wieder gucken zu wollen.

## Veröffentlichung
Das Lied erschien 1984 auf 7″-Single und 12″-Maxi-Single. Für den internationalen Markt wurden auch Sprachfassungen auf Englisch, Französisch, Italienisch und Spanisch produziert, von denen jedoch nur die englische („Fireworks“) und spanische Fassung („Fuegos Artificiales“) veröffentlicht wurden.
Produziert wurde das Lied letztlich von Stephan Remmler und Klaus Voormann, welcher auch schon zuvor die Werke von Trio produzierte.
Das Single-Cover zeigt einen von Klaus Voormann gezeichneten Comicstrip, der den Inhalt des Songs wiedergibt. In den Sprechblasen ist der Text des Liedes zu lesen. Nur in der spanischen Fassung weicht dieser Text deutlich von dem Text ab, der tatsächlich gesungen wird. Die spanische Single wurde zwar unter dem Titel Fuegos Artificiales veröffentlicht, tatsächlich gesungen wird jedoch „Un Festival.“
Stephan und Nina traten mit dem Lied vielfach im Fernsehen auf, so unter anderem in der ZDF-Hitparade, bei Wetten, dass..? oder bei Bananas. Zudem wurde ein internationales animiertes Musikvideo produziert.
Vier Jahre später arbeitete Stephan Remmler erneut mit Angela Smecca zusammen. Sie sang den Refrain von Bahia aus Remmlers zweiten Soloalbum Lotto. Hierzu wurde auch ein Musikvideo produziert, das Angela Smecca nun nicht mehr kurzrasiert, sondern mit langen Haaren zeigt. Am 20. Mai 1989 präsentierten sie Bahia gemeinsam in der TV-Show 4 gegen Willi. Angela Smecca war zudem in dem experimentellen Fernsehfilm Krieg der Töne von Holger Czukay zu sehen, in dem auch Remmler eine Nebenrolle übernommen hatte.

## Chartplatzierungen
Feuerwerk stieg am 25. Juni 1984 auf Rang 35 der deutschen Singlecharts ein und erreichte seine beste Platzierung zwei Wochen später mit Rang 32. Die Single platzierte sich zwölf Wochen am Stück in den Top 100, letztmals in der Chartwoche vom 10. September 1984. Für Remmler avancierte Feuerwerk zum ersten Charthit als Solokünstler. Als Autor ist es bereits sein achter Charthit in Deutschland.
| ChartsChartplatzierungen | Höchstplatzierung | Wochen |
| ------------------------ | ----------------- | ------ |
| Deutschland (GfK)        | 32 (12 Wo.)       | 12     |